# سایپا یدک
سایپا یدک نام یک شرکت ایرانی است که در سال ۱۳۷۰ تأسیس شد. مسئولیت اصلی این شرکت ارائه خدمات پس از فروش به دارندگان محصولات تولیدی شرکت سایپا می‌باشد. این شرکت از طریق عرضه قطعات یدکی با نام تجارتی سایپا، مستقر نمودن کارشناسان فنی در نمایندگی‌های مجاز و همچنین آموزش تعمیرکاران مسئولیت خود را به انجام می‌رساند. این شرکت در راستای فعالیت‌های خود جوایزی را نیز کسب نموده است.